# REVERSI
「REVERSI」（リバーシ）は、UVERworldの23枚目のシングル。 2012年12月26日にgr8!recordsから発売された。

## 概要
前作「THE OVER」からおよそ4か月ぶりとなるシングル。ファンからの要望で、UVERworldとしては初となるリカットシングル（アルバム『THE ONE』から）として発売された。アニメ映画『青の祓魔師 -劇場版-』の主題歌に使用された。
初回生産限定盤・通常盤・期間生産限定盤（アニメ盤）の3形態でリリース。初回生産限定盤には特典映像とライブ映像を収録したDVDが付属する。期間生産限定盤は、「青の祓魔師」描きおろしジャケット。デジパック仕様となっている。
本作は19thシングル「CORE PRIDE」以来のアニメタイアップであり、映画タイアップでは16th「クオリア」以来2作目となる。なお、3・4曲目はライブ収録音源のため、歌詞カードには歌詞が掲載されていない。
キャッチコピーは「この胸の迷いに、白黒をつける。」
リカットシングルながらオリコンで4万枚を売り上げ初登場2位、累計6万枚を記録した。

## 収録内容
| 全作詞: TAKUYA∞、全編曲: UVERworld & 平出悟。 |                                                    |           |              |      |
| #                                             | タイトル                                           | 作詞      | 作曲         | 時間 |
| 1.                                            | 「REVERSI」                                        | TAKUYA∞   | 彰 / TAKUYA∞ | 4:51 |
| 2.                                            | 「セオリーとの決別の研究 +81」                     | TAKUYA∞   | UVERworld    | 6:23 |
| 3.                                            | 「ace of ace [LIVE at Yokohama Arena 2012.07.08]」 | TAKUYA∞   | TAKUYA∞      | 4:21 |
| 4.                                            | 「CORE PRIDE [LIVE at ZEPP TOKYO 2011.07.27]」     | TAKUYA∞   | 彰 / TAKUYA∞ | 4:47 |
| 合計時間:                                     | 合計時間:                                          | 合計時間: | 20:22        |      |

| #  | タイトル                                                                | 作詞 | 作曲・編曲 |
| -- | ----------------------------------------------------------------------- | ---- | ---------- |
| 1. | 「Talking about "U"-THE ONE- 〜interview with UVERworld〜」             |      |            |
| 2. | 「バーベル〜皇帝の新しい服 ver.〜 [LIVE at Yokohama Arena 2012.07.08]」 |      |            |

## 楽曲解説
1. REVERSI
東宝配給のアニメ映画『青の祓魔師 -劇場版-』主題歌。MVの撮影場所は都心を離れた廃墟で行われた。映像では直径6メートルのUWマークの炎がセット後方で燃えているが、合成ではなく実際に火を使って撮影している。楽曲内の一部で、信人による初のアップライトベースの演奏を聴くことができる。タイトルは「REVERSI」だが歌詞には「オセロ」が登場する。
2. セオリーとの決別の研究 + 81
2025年現在、最後の「寸劇が入った曲」である。この曲の歌パートをもとに「THEORY」が制作され、12thアルバム『ENIGMASIS』（2023年7月発売）へ収録された。
3. ace of ace [LIVE at Yokohama Arena 2012.07.08]
横浜アリーナで行われた公演のライブ音源。
4. CORE PRIDE [LIVE at ZEPP TOKYO 2011.07.27]
Zepp Tokyoで行われた公演のライブ音源。